# Rezystyna
Rezystyna – organiczny związek chemiczny, polipeptyd stymulujący śródbłonki do gromadzenia lipidów. Hamuje inhibitor CD40L, wyzwala insulinooporność komórek. Bierze udział w procesach zapalnych. U ludzi rezystyna jest kodowana przez gen RETN znajdujący się na chromosomie 19.